# Weiße Flotte (Mülheim an der Ruhr)

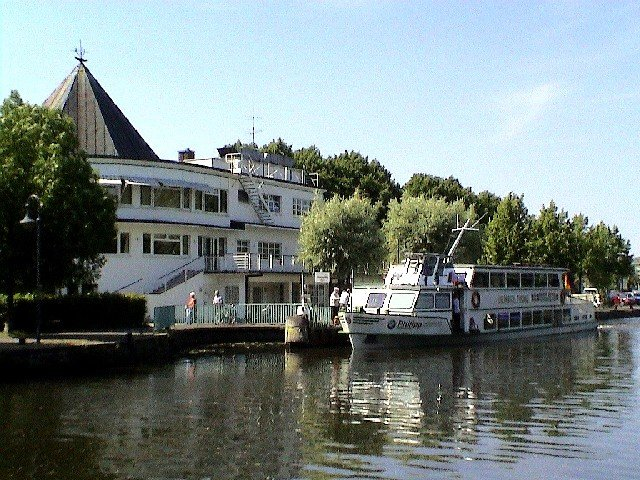
Der Wasserbahnhof, Heimat der Weißen Flotte, mit festgemachter Heinrich Thöne

Die Weiße Flotte der Betriebe der Stadt Mülheim an der Ruhr führt die Personenschifffahrt auf dem Unterlauf der Ruhr durch. Ihr „Heimathafen“ ist der Wasserbahnhof in Mülheim an der Ruhr.

## Geschichte
Auf Initiative des damaligen Oberbürgermeisters Paul Lembke wurde die Mülheimer Ruhrschiffahrtsgesellschaft m.b.H. als Gemeinschaftsunternehmen der Stadt Mülheim an der Ruhr (75 %) und der RWW (25 %) nach Stadtratsbeschluss vom 16. Dezember 1926 gegründet. Bereits am 18. Juni 1927 wurden die ersten beiden Fahrgastschiffe in Dienst gestellt, wenige Tage später folgten zwei weitere. Der Betrieb wurde am 15. September 1927 aufgenommen. Da der Andrang der Fahrgäste schon im ersten Jahr an die Kapazitätsgrenze der Schiffe heranreichte, wurden weitere Schiffe gekauft. Die Oberbürgermeister Lembke als Flaggschiff wurde 1929 in Dienst gestellt, benannt zu Ehren des Flotteninitiators. Sie war das erste Schiff mit zwei Passagierdecks, wurde aber bereits 7 Jahre später wieder verkauft.
Während des Zweiten Weltkriegs musste 1940 der Betrieb eingestellt werden. Ein Teil der Schiffe wurde von der Wehrmacht beschlagnahmt. Sie dienten in den Niederlanden als schwimmende Schreibstube und Kleiderkammer und auch in der Sowjetunion.
Am 22. Mai 1947 wurde mit zwei Vorkriegsschiffen der Betrieb unter der Flagge der Stadt Mülheim an der Ruhr wieder aufgenommen, ein Jahr später war auch ein Drittes wieder klar zum Einsatz. Hinzu kamen bis 1952 drei Gebrauchtkäufe.
In den Jahren 1954 bis 1959 legte die Weiße Flotte eine neue Generation mit vier Schiffen auf Kiel. Das erste neue Schiff, zunächst Mülheim an der Ruhr genannt, kostete dabei 200.000 DM. Die Heinrich Thöne kam im Jahr 1971 als neues Flaggschiff dazu, ausgestattet als Salonschiff mit Bar und Musikanlage. In den folgenden Jahren wurden die verbliebenen Vorkriegsboote und die Gebrauchtkäufe verkauft, 1996 und 2011 auch zwei Schiffe der Nachkriegsserie. Seitdem besteht die Flotte aus nur noch drei Schiffen.
Um von Synergieeffekten profitieren zu können, wurde 2012 eine Kooperation der Weißen Flotten aus Mülheim und Essen beschlossen.
Für die IGA METROPOLE RUHR 2027 soll die Weiße Flotte um ein klimaneutrales Schiff und einen Anleger für den Linienverkehr ergänzt werden. Die Gesamtkosten werden dabei auf 1,3 Millionen Euro geschätzt.

### Ehemalige Schiffe (Auswahl)
Folgende Schiffe standen im Dienst der Betriebe der Stadt Mülheim an der Ruhr bzw. der Mülheimer Ruhrschifffahrtsgesellschaft:
| Foto | Name                                        | Baujahr | Bauwerft und -nummer         | Umbau               | Größe (in Meter) | Gewicht (in Tonnen) | Sitzplätze                               | Anmerkungen |
| ---- | ------------------------------------------- | ------- | ---------------------------- | ------------------- | ---------------- | ------------------- | ---------------------------------------- | --- |
|      | Mülheim an der RuhrII OberhausenIII ab 1959 | 1954    | Clausen (Oberwinter) NB 153  |                     | 25,95 × 5,20     |                     | 76 überdachte Plätze, 60 Freideck-Plätze | 2011 verkauft, als Mölmsch, später Ruhrperle weiter in Mülheim.                                                                 |
|      | Stadt Kettwig                               | 1957    | Clausen (Oberwinter)         |                     | 26,00 × 5,20     |                     |                                          | 1996 verkauft nach Bleckede (Elbe), jetzt Wohnschiff                                                                            |
|      | Mülheim                                     | 1927    | Rheinwerft Walsum            | 1934                | 22,50 × 4,50     |                     |                                          | 1934 um 3 m verlängert; 1940 von der Wehrmacht beschlagnahmt, Einsatz in den Niederlanden, Verbleib unbekannt                   |
|      | KettwigI                                    | 1927    | Rheinwerft Walsum            |                     | 22,50 × 4,50     |                     |                                          | 1941 durch Wehrmacht beschlagnahmt, Einsatz im Osten, Verbleib unbekannt                                                        |
|      | OberhausenI                                 | 1927    | Rheinwerft Walsum            |                     | 22,50 × 4,50     |                     |                                          | 1941 durch Wehrmacht beschlagnahmt, Einsatz im Osten, Verbleib unbekannt                                                        |
|      | Vest Recklinghausen                         | 1927    | Rheinwerft Walsum            | 1934                | 22,50 × 4,50     |                     |                                          | 1934 um 3 m verlängert; 1940 von der Wehrmacht beschlagnahmt, Einsatz in den Niederlanden, Verbleib unbekannt                   |
|      | MintardI KettwigII ab 1947                  | 1928    | Rheinwerft Walsum            |                     | 22,35 × 4,54     |                     |                                          | 1960 verkauft nach Frankfurt am Main, 2018 in Bremen als Alma in Fahrt.                                                         |
|      | SterkradeI OberhausenII ab 1947             | 1928    | Rheinwerft Walsum            |                     | 22,35 × 4,54     |                     |                                          | 1961 verkauft nach Heidelberg; 2018 in Budapest (Ungarn) als Katalin in Fahrt                                                   |
|      | Essen                                       | 1929    | Meidericher Schiffswerft     |                     | 23,33 × 4,56     |                     |                                          | verkauft an die Lahn |
|      | Oberbürgermeister Lembke                    | 1928    | Meidericher Schiffswerft 115 |                     | 34,40 × 5,62     |                     |                                          | 1936 verkauft nach Köln, 2019 als Werkstattschiff für die KD auf dem Rhein weiter in fahrt                                      |
|      | Mülheim an der RuhrI Bottrop ab 1954        | 1879    | Reiherstieg (Hamburg) 318    | 1905 1914 1947 1951 | 20,10 × 4,35     |                     |                                          | ehemaliger Alsterdampfer, 1951 gebraucht beschafft; 1973 verkauft, seit 1998 als Museumsschiff Winterhude in Hamburg vorgesehen |
|      | MintardII                                   |         |                              | 1951                | 19,5 × 3,83      |                     |                                          | gebraucht beschaffter, ehemaliger Zollkreuzer von der Elbe, 1951 nach größerem Umbau in Dienst gestellt                         |
|      | SterkradeII                                 | 1928    | Schmidt (Oberkassel)         |                     | 13,38 × 3,62     |                     |                                          | 1952 gebraucht beschafft aus Bad Godesberg, ehem. Wilhelmine, 1968 verkauft                                                     |

## Anlegestellen
- Kettwig Unterwasser
- Mintard
- Am Damm
- Hahnenfähre
- Mülheim Wasserbahnhof

### Ehemalige Anleger und Strecken
Früher wurden neben den genannten Anlegern auch noch die Anleger Kahlenberg, Witthausbusch, Haus Kron, Ruhrtalbrücke und Scheidt'sche Anlagen bedient.
Außerdem wurde die Ruhrstrecke zwischen Kettwig und Baldeneywehr mit den Anlegern Kettwig (Oberwasser), Kattenturm, Am Staadt, Werden Brücke und Baldeneywehr Unterwasser gemeinsam mit der Essener Verkehrs-AG im Linienverkehr bedient.

## Betrieb
Vom Frühling bis zum Herbst existiert ein fahrplanmäßiger Linienverkehr zwischen dem Wasserbahnhof in Mülheim und Kettwig Unterwasser unterhalb des Kettwiger Sees. Dabei werden auch die Zwischenanleger Hahnenfähre, Am Damm und Mintard bedient. In den Sommermonaten besteht dort an Sonn- und Feiertagen auch Anschluss an die Fahrten der Weissen Flotte Baldeney.
Jährlich werden außerdem ca. 70 so genannte Tageskreuzfahrten durchgeführt. Auf diesen werden neben Zielen auf der Ruhr bis zum Essener Baldeneysee auch Ziele am Rhein und auf dem Rhein-Herne-Kanal angefahren.

## Aktuelle Flotte
Die Weiße Flotte Mülheim besteht zurzeit aus drei Schiffen:
| Foto | Name                  | Baujahr | Bauwerft und -nummer     | Umbau | Größe (in Meter) | Gewicht (in Tonnen) | Sitzplätze                                    | Anmerkungen                                                                                  |
| ---- | --------------------- | ------- | ------------------------ | ----- | ---------------- | ------------------- | --------------------------------------------- | -------------------------------------------------------------------------------------------- |
|      | Friedrich Freye       | 1955    | Clausen (Oberwinter)     |       | 26,00 × 5,20     |                     | 48 Salonplätze 102 Freideckplätze             | benannt nach dem kurz zuvor verstorbenen ehem. Stadtkämmerer und Leiter der Verkehrsbetriebe |
|      | Mülheim a. d. RuhrIII | 1959    | Clausen (Oberwinter)     | 1975  | 26,00 × 5,20     | 59,8                | 82 Salonplätze 42 überdachte Freideckplätze   |                                                                                              |
|      | Heinrich Thöne        | 1971    | Hans Boost (Trier) 70305 |       | 27,58 × 5,20     |                     | 124 Salonplätze, 48 überdachte Freideckplätze | benannt nach dem 1969 verstorbenen, langjährigen Oberbürgermeister                           |